# Johann Mühlegg
Johann Mühlegg (* 8. November 1970 in Marktoberdorf) ist ein ehemaliger deutscher Skilangläufer. Seit 1999 besitzt er auch die Staatsbürgerschaft Spaniens, für das er bis zu seiner Sperre wegen Dopings zu Wettkämpfen antrat.

## Erste Erfolge und Affäre
Nach dem Gewinn der Junioren-Weltmeisterschaften 1989 und 1990 nahm Mühlegg an den Nordischen Skiweltmeisterschaften 1991 in Val di Fiemme, wo er auf 15 km Freistil den 15. Platz belegte. Innerhalb von zwei Jahren erreichte er 5 Top-Ten-Platzierungen im Skilanglauf-Weltcup. Bei den Olympischen Winterspielen 1992 in Albertville, 1994 in Lillehammer und 1998 in Nagano gelang ihm jedes Mal ein Rang unter den besten zehn Läufern, insgesamt viermal.
1993 begann ein Streit mit dem damaligen Bundestrainer Georg Zipfel: Mühlegg warf diesem indirekt vor, seine Getränke zu „besprechen“. Mühlegg suchte Hilfe bei Justina Agostinho, einer gebürtigen Portugiesin mit deutscher Staatsbürgerschaft. Agostinho glaubte in sich „den inkarnierten Geist des Ewigen Vaters“, der durch sie zu Mühlegg spreche. Dieser habe ihr mitgeteilt, Mühlegg sei von Zipfel verflucht. Sie weihte für Mühlegg Wasser, das der Sportler regelmäßig trank. Mühlegg führte auf Reisen stets eine Ration dieses Wassers mit. In der Folge beschuldigte Mühlegg Zipfel des Spiritismus, was zur Suspendierung von Mühlegg für die Weltmeisterschaft 1995 in Thunder Bay vom Deutschen Skiverband (DSV) führte. Nach dem Winter 1998 wurde er aus dem DSV-Team ausgeschlossen und beantragte daraufhin die spanische Staatsangehörigkeit. Während der rund einjährigen Wartezeit darauf nahm er 1999 an FIS- und Worldloppet-Langstreckenrennen teil, bei denen er größtenteils siegte. In der Folge startete er für den Spanischen Skiverband FEDI, für den er den Gesamt-Weltcup 1999/2000 gewann. Bei den Weltmeisterschaften in Lahti im Februar 2001 errang er neben einer Silbermedaille (durch Nachrücken nach der Disqualifikation des Finnen Jari Isometsä wegen Doping) im 20-km-Verfolgungsrennen auch Gold auf 50 km Freistil.

## Dopingfall 2002 in Salt Lake City
Bei den Olympischen Winterspielen 2002 in Salt Lake City gewann der für Spanien startende Mühlegg zunächst zwei Goldmedaillen in den Disziplinen 30-km-Freistil und 2x10-km-Verfolgung, wofür er die Glückwünsche des spanischen Königs Juan Carlos entgegennahm. Neun Tage später siegte er auch im klassischen 50-km-Lauf; in einer vorangegangenen Dopingkontrolle wurde in seinem Blut in der A-Probe das EPO-Derivat Darbepoetin alfa nachgewiesen – Mühlegg musste zunächst nur die Goldmedaille für den 50-km-Lauf zurückgeben. Da aber die NOKs von Kanada und Norwegen vor dem Internationalen Sportsgerichtshof (CAS) in Lausanne Einspruch gegen die Entscheidung des IOC einlegten, wurden Mühlegg daraufhin auch die beiden zuvor erhaltenen Goldmedaillen aberkannt. Der CAS unter dem Vorsitz von Thomas Bach bestätigte das Urteil.
Mühlegg wurde von der FIS für zwei Jahre bis zum 20. Februar 2004 gesperrt. Kurz vor Ablauf dieser Sperre gab er seinen Rücktritt vom Leistungssport bekannt. Seine Sicht der Dinge stellte Mühlegg in einer 2004 erschienenen Autobiographie Allein gegen alle dar. 2014 lebte er als Immobilienhändler im brasilianischen Natal.

## Siege im Einzel
Weltcup
| Nr. | Datum             | Ort            | Disziplin                    |
| --- | ----------------- | -------------- | ---------------------------- |
| 1.  | 10. Dezember 1999 | Sappada        | 15 km Freistil               |
| 2.  | 9. Januar 2000    | Moskau         | 30 km Freistil               |
| 3.  | 20. Februar 2000  | Mouthe         | 72 km Freistil (Massenstart) |
| 4.  | 26. Februar 2000  | Falun          | 15 km Freistil               |
| 5.  | 10. Januar 2001   | Soldier Hollow | 30 km Freistil               |
| 6.  | 13. Januar 2001   | Soldier Hollow | 15 km klassisch              |
| 7.  | 12. Dezember 2001 | Brusson        | 15 km Freistil               |

FIS-Rennen
| Nr. | Datum             | Ort        | Disziplin       |
| --- | ----------------- | ---------- | --------------- |
| 1.  | 5. Dezember 1993  | Tauplitz   | 10 km Freistil  |
| 2.  | 13. Januar 1999   | Ulrichen   | 15 km Freistil  |
| 3.  | 20. November 1999 | Muonio     | 10 km klassisch |
| 4.  | 30. Januar 2002   | Sun Valley | 10 km Freistil  |

 Worldloppet-Cup-Rennen 

Anmerkung: Vor der Saison 2015/16 hieß der Worldloppet Cup noch Marathon Cup.
| Nr. | Datum            | Ort    | Rennen           | Disziplin                    |
| --- | ---------------- | ------ | ---------------- | ---------------------------- |
| 1.  | 20. Februar 2000 | Mouthe | Transjurassienne | 72 km Freistil Massenstart 1 |

 Worldloppet-Rennen 
| Nr. | Datum            | Ort                    | Rennen               | Disziplin                    |
| --- | ---------------- | ---------------------- | -------------------- | ---------------------------- |
| 1.  | 30. Januar 1994  | Cavalese               | Marcialonga          | 45 km Freistil Massenstart 2 |
| 2.  | 19. Februar 1995 | Mouthe                 | Transjurassienne     | 57 km Freistil Massenstart   |
| 3.  | 31. August 1996  | Falls Creek (Victoria) | Kangaroo Hoppet      | 42 km Freistil Massenstart   |
| 4.  | 31. Januar 1999  | Cavalese               | Marcialonga          | 70 km Freistil Massenstart 3 |
| 5.  | 6. Februar 1999  | Oberammergau           | König-Ludwig-Lauf    | 55 km Freistil Massenstart   |
| 6.  | 14. Februar 1999 | Elva                   | Tartu Maraton        | 64 km klassisch Massenstart  |
| 7.  | 21. Februar 1999 | Mouthe                 | Transjurassienne     | 76 km Freistil Massenstart   |
| 8.  | 27. Februar 1999 | Hayward (Wisconsin)    | American Birkebeiner | 52 km Freistil Massenstart   |

## Weltcup-Gesamtplatzierungen
| Saison    | Gesamt | Gesamt | Langdistanz | Langdistanz | Sprint | Sprint |
| Saison    | Punkte | Platz  | Punkte      | Platz       | Punkte | Platz  |
| --------- | ------ | ------ | ----------- | ----------- | ------ | ------ |
| 1991/92   | 33     | 17.    | –           | –           | –      | -      |
| 1992/93   | 149    | 19.    | –           | –           | –      | -      |
| 1993/94   | 145    | 17.    | –           | –           | –      | -      |
| 1994/95   | 104    | 28.    | –           | –           | –      | -      |
| 1995/96   | 312    | 9.     | –           | –           | –      | -      |
| 1996/97   | 114    | 26.    | 34          | 26.         | 28     | 41.    |
| 1997/98   | 106    | 24.    | –           | –           | 106    | 15.    |
| 1998/99   | –      | –      | –           | –           | –      | -      |
| 1999/2000 | 948    | 1.     | 315 592     | 1. 2. 4     | 41     | 36.    |
| 2000/01   | 603    | 2.     | –           | –           | 35     | 38.    |
| 2001/02   | 322    | 8.     | –           | –           | –      | -      |

## Publikationen
- Allein gegen alle. Die Autobiografie. weropress, Pfaffenweiler 2004, ISBN 3-937588-08-6.